# Kaena – A prófécia
A Kaena – A prófécia (franciául: Kaena: La prophétie) 2003-as francia-kanadai számítógépes animációs fantasyfilm. A Destination Films forgalmazásában az Egyesült Államokban Kirsten Dunst, Richard Harris (halála előtti utolsó szerepében), Anjelica Huston, Keith David és Ciara Janson hangjaik szólaltak meg.
Chris Delaporte 1995-ben kezdett el dolgozni a filmen, miután Éric Chahi cégétől, az Amazing Studiótól a stúdió egyetlen játékának, a Heart of Darknessnek a fejlesztése közben félúton távozott. Eredetileg videójátéknak szánták, de a projektből végül film lett. Készült azonban egy kapcsolódó videójáték is.
A film kritikai és kereskedelmi kudarc volt, mindössze három moziban mutatták be.

## Cselekmény
A vekariak űrhajója kénytelen kényszerleszállást végrehajtani egy sivatagos bolygón. Az idegeneket az őslakos szeleniták megölik. A hajó magja, a Vecanoi életben marad, és ebből hajt ki az Axis, egy hatalmas, az űrbe nyúló fa. 
600 évvel később a fa-bolygó, amelyet a fák emberszerű lakói „Axis”-nak neveznek, nagy veszélyben van, mert a nedv, amelyet a fák növényeiből kinyernek és feláldoznak a szelenitáknak, akiket istenekként tisztelnek, egyre fogy, ami nagyon felbőszíti az „isteneket”, hiszen ez a megélhetésük. A fák lakói között van a lázadó kívülálló Kaena, aki nem hisz az istenekben, és ezért konfliktusba kerül a többiekkel, különösen a fanatikus főpappal. Menekülnie kell, és a fa mélyére zuhan, ahol egy űrhajóban ébred fel. Ott találkozik a vekariak utolsó túlélőjével, Opazzal. Opaz megpróbálja repülőképessé tenni az űrhajót, amiben az általa tenyésztett intelligens férgek segítenek. Kaena megdöbben, hiszen az ő népe háziállatként tartja ezeket a férgeket, és megeszi a húsukat.
Opaz világossá teszi számára, hogy azért teremtette a fán élő embereket, hogy emlékezzenek az ő fajára, amely kihalt.
Eközben Kaena falujában a helyzet egyre romlik. A szeleniták királynője által okozott állandó földrengések miatt a falusiaknak menekülniük kell, és „isteneik” hatalmába kerülnek. Ott rájönnek, hogy ők a léből készült szörnyek, és Kaena támogatásával el tudnak menekülni, aki időközben Opazzal és néhány féreggel a segítségükre siet. Kaena és a királynő között élet-halál harc tör ki, amely eldönti a bolygó népének végső sorsát.

## Szereplők

### Francia színészek
- Cécile de France – Kaena
- Michael Lonsdale – Opaz
- Victoria Abril – A királynő
- Jean Piat – A pap

### Angol színészek
- Kirsten Dunst – Kaena
- Richard Harris – Opaz
- Anjelica Huston – A szeleniták királynője
- Keith David – Voxem
- Michael McShane – Assad
- Greg Proops – Gommy
- Tom Kenny – Zehos
- Tara Strong – Essy
- Dwight Schultz – Ilpo
- John DiMaggio – Enode
- Ciara Janson – Kamou, Roya
- Jennifer Darling – Reya
- Cornell John – Demok
- Gary Martin – A pap
- William Attenborough – Sambo

## Gyártás
A projekt 1995-ben videojátékként indult.

## Fordítás
- Ez a szócikk részben vagy egészben  a   Kaena: The Prophecy című angol Wikipédia-szócikk fordításán alapul.  Az eredeti cikk szerkesztőit annak laptörténete sorolja fel. Ez a jelzés csupán a megfogalmazás eredetét és a szerzői jogokat jelzi, nem szolgál a cikkben szereplő információk forrásmegjelöléseként.
- Ez a szócikk részben vagy egészben  a   Kaena: The Prophecy című német Wikipédia-szócikk fordításán alapul.  Az eredeti cikk szerkesztőit annak laptörténete sorolja fel. Ez a jelzés csupán a megfogalmazás eredetét és a szerzői jogokat jelzi, nem szolgál a cikkben szereplő információk forrásmegjelöléseként.